# Fulgurofusus
Fulgurofusus is een geslacht van weekdieren uit de klasse van de Gastropoda (slakken).

## Soorten
- Fulgurofusus aequilonius Sysoev, 2000
- Fulgurofusus atlantis (Clench & Aguayo, 1938)
- Fulgurofusus bartletti (Clench & Aguayo, 1940)
- Fulgurofusus benthocallis (Melvill & Standen, 1907)
- Fulgurofusus bermudezi (Clench & Aguayo, 1938)
- Fulgurofusus brayi (Clench, 1959)
- Fulgurofusus ecphoroides Harasewych, 1983
- Fulgurofusus electra (F. M. Bayer, 1971)
- Fulgurofusus marshalli Harasewych, 2011
- Fulgurofusus maxwelli Harasewych, 2011
- Fulgurofusus merope (F. M. Bayer, 1971)
- Fulgurofusus nanshaensis S. P. Zhang, 2003
- Fulgurofusus quercollis (Harris, 1896) †
- Fulgurofusus sarissophorus (Watson, 1882)
- Fulgurofusus tomicici McLean & Andrade, 1982
- Fulgurofusus xenismatis Harasewych, 1983